# Alhajarmyia umbraticola
Alhajarmyia umbraticola är en tvåvingeart som först beskrevs av Elisabeth K. Stuckenberg och Fisher 1999.  Alhajarmyia umbraticola ingår i släktet Alhajarmyia och familjen Vermileonidae.
Artens utbredningsområde är Oman. Inga underarter finns listade i Catalogue of Life.